# Jacobus I van Haïti
Jean-Jacques Dessalines (Grande-Rivière-du-Nord, 20 september 1758 - Port-au-Prince, 17 oktober 1806) was tijdens de Haïtiaanse Revolutie leider van de rebellerende zwarte slaven in Haïti en van 1804 tot 1806 als Jacobus I keizer van dat land.
Hij werd als slaaf geboren en blonk later uit onder het gezag van de zwarte rebellenleider Toussaint Louverture, die hij later opvolgde. Het lukte hem in 1803 de door eerste consul Napoleon Bonaparte gezonden generaal Rochambeau te verjagen. Op 1 januari 1804 verklaarde hij als gouverneur-generaal te Gonaïves het eiland - dat toen nog Hispaniola heette - onder de oorspronkelijke Indianennaam Haïti onafhankelijk en liet alle blanken afslachten (tijdens het Bloedbad van Haïti). Geïnspireerd door de kroning van Napoleon tot keizer der Fransen proclameerde hij op 8 december van dat jaar de monarchie en riep zichzelf uit tot keizer Jacobus I van Haïti.
Keizer Jacobus schonk zijn land op 20 mei 1805 een nieuwe grondwet maar al snel kwam men in opstand tegen zijn despotische bewind. De samenzweerders Alexandre Pétion en Henri Christophe lieten hem op 17 oktober 1806 ombrengen. Christophe werd president maar riep zichzelf in 1811 uit tot koning Hendrik I.

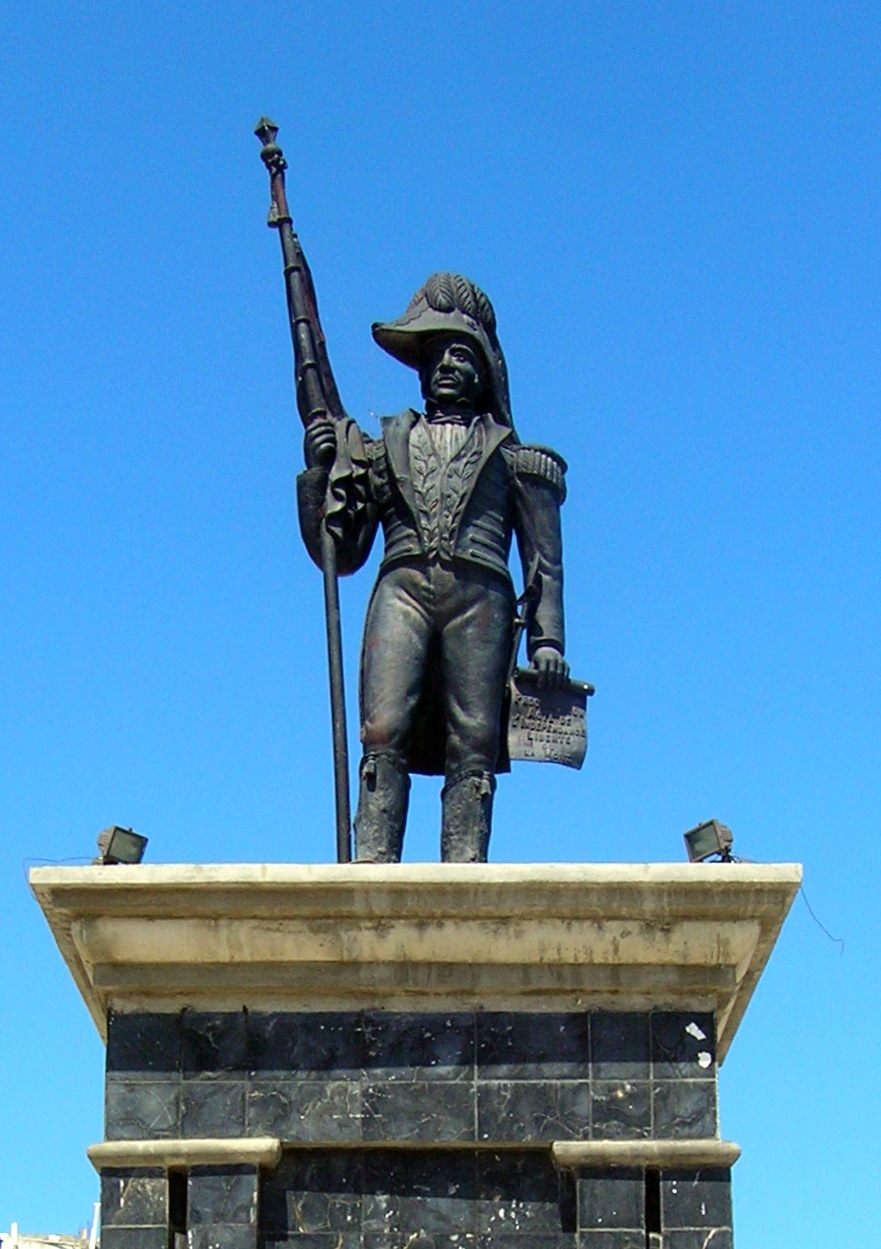
Standbeeld van Jacobus I in Cap-Haïtien

Zijn land eerde hem met standbeelden, een naar hem vernoemde havenstad en de militaire Orde van Jean Jacques Dessalines.